# Poa meionectes
Poa meionectes är en gräsart som beskrevs av Joyce Winifred Vickery. Poa meionectes ingår i släktet gröen, och familjen gräs. Inga underarter finns listade i Catalogue of Life.